# Günther Gerlach
Günther Franz Emil Gustav Gerlach, född 17 juni 1901 i Rostock, Mecklenburg-Schwerin, död 1983 i Ratzeburg, Schleswig-Holstein, var en tysk-svensk läkare.
Gerlach, som var läkarson och brorson till Hugo Gerlach, blev student i Bützow, studerade medicin i Rostock och München och promoverades 1927 i Rostock. Han var först volontärläkare vid patologisk-anatomiska institutet vid Hamburgs universitet och blev assistentläkare på motsvarande institut vid Rostocks universitet 1929. Han anslöt sig till Nationalsocialistiska tyska arbetarepartiet den 1 mars 1932 och var även medlem av Sturmabteilung (SA). Han blev specialist i kirurgi 1934, var överläkare vid kirurgiska universitetskliniken i Rostock 1935–1937, habiliterade sig där 1936 och blev privatdocent i kirurgi vid Rostocks universitet 1937. Han var även sanitetsöverste (Sanitäts-Standartenführer) i Nationalsozialistisches Kraftfahrkorps, blev chefsläkare vid stadssjukhuset i Schwerin 1938, utnämndes till docent enligt den nya (nazistiska) ordningen 1940 (Dozent neuer Ordnung), tjänstgjorde som Wehrmacht-läkare i Schwerin från 1942 och blev e.o. professor vid universitetet i Rostock 1944.
Gerlach var från 1939 gift med sin kusins dotter, svenskan Elisabeth von Mentzer (1917–1989). Han erhöll Kungl. Maj:ts tillstånd att i Sverige utöva läkekonsten 1951, blev förste underläkare vid Visby lasaretts kirurgiska avdelning 1952, underläkare vid Follingbo sanatorium 1957, andre stadsläkare i Söderhamn 1960 och provinsialläkare i Söderhamns stads distrikt 1963.